# Yoshiji Soeno
 (juillet 2017).
Si vous disposez d'ouvrages ou d'articles de référence ou si vous connaissez des sites web de qualité traitant du thème abordé ici, merci de compléter l'article en donnant les références utiles à sa vérifiabilité et en les liant à la section « Notes et références ».
Yoshiji Soeno (Tokorozawa, département de Saitama, 9 septembre 1947) est un maître, kick-boxeur et karatéka japonais. Il a fondé le shidokan vers la fin des années 70.

## Biographie
Il est le descendant direct d’une famille de samouraïs.
Il expérimente au Japon les arts martiaux suivants : judo, Wadōkai, kendo, boxe et fait ses armes au karaté Kyokushinkaï sous la tutelle de Masutatsu Oyama et de trois de ses disciples : Tadashi Nakamura, Kenji Kurozaki et Akio Fujihara, pendant de nombreuses années.
Maître Soeno fut surnommé par maître Oyama lui-même « le Tigre du Kyokushinkaï » à l’époque où il acquit ses plus grands titres. Alors que le Japon découvre le Muay Thaï, maître Yoshiji Soeno n’hésite pas à défier ces nouveaux combattants dans leur discipline, gagnant ainsi une dizaine de combats, notamment contre Kannan Pai et Sakao Charmoon.